# 양동면
양동면(楊東面)은 경기도 양평군의 면이다. 조선시대부터 일제 강점기 전까지 이 지역은 지평군 상동면(上東面)이었다.

## 개요
양동면은 강원특별자치도에 접경한 양평군 극동지역에 위치하며 면적의 79%가 임야이다.

## 행정 구역
- 계정리(桂亭里)
- 고송리(高松里)
- 금왕리(金旺里)
- 단석리(丹石里)
- 매월리(梅月里)
- 삼산리(三山里)
- 석곡리(石谷里): 면사무소 소재지
- 쌍학리(雙鶴里)

## 특산물
- 양동부추
- 한우
- 뽕나무(오디)

## 교육
- 양동중학교
- 양동고등학교
- 양동초등학교 (석곡리)